# Renault City K-ZE
La Renault City K-ZE è un'autovettura elettrica prodotta a partire dal 2019 dalla casa automobilistica francese Renault.
È venduta anche nel mercato europeo a marchio Dacia con il nome di Dacia Spring.

## Descrizione
La concept car della Renault City K-ZE è stata presentata al Salone di Parigi 2018. Il veicolo nella sua veste serie è stato presentato nell'aprile 2019 al salone di Shanghai. La vettura si basa sulla Renault Kwid, costruita dal 2015 in India.
L'auto viene prodotta nello stabilimento a Shiyan nell'Hubei dalla eGT New Energy Automotive, una società nata dalla joint venture tra la Dongfeng, la Renault e la Nissan nel 2017.
Utilizza una variante modificata della piattaforma CMF del gruppo Renault-Nissan, denominata CMF-A. Il veicolo è alimentato da una batteria agli ioni di litio da 26,8 kWh ed è alimentato da un motore elettrico posto sull'avantreno da 44 CV (33 kW) e 125 Nm che spinge le ruote anteriori. Con la ricarica rapida CC la batteria passa dallo 0% all'80% in 50 minuti. L'autonomia stimata oscilla dai 160 km ai 271 km. All'interno del veicolo c'è un sensore che misura la qualità dell'aria all'interno del veicolo e misura la quantità di polveri sottili, attivando automaticamente il climatizzatore per impedire che le polveri sottili penetrino nel veicolo.
Insieme alla City K-ZE, a Shiyan viene prodotta dalla Dongfeng la Venucia e30 e la Aeolus EX1. La e30 è essenzialmente una City K-ZE, che condivide le stesse batterie e lo stesso power train elettrico. La EX1 viene venduta con il marchio Dongfeng Fengshen o Aeolus, ed è stata presentata durante il salone di Chengdu 2019.

## Dacia Spring

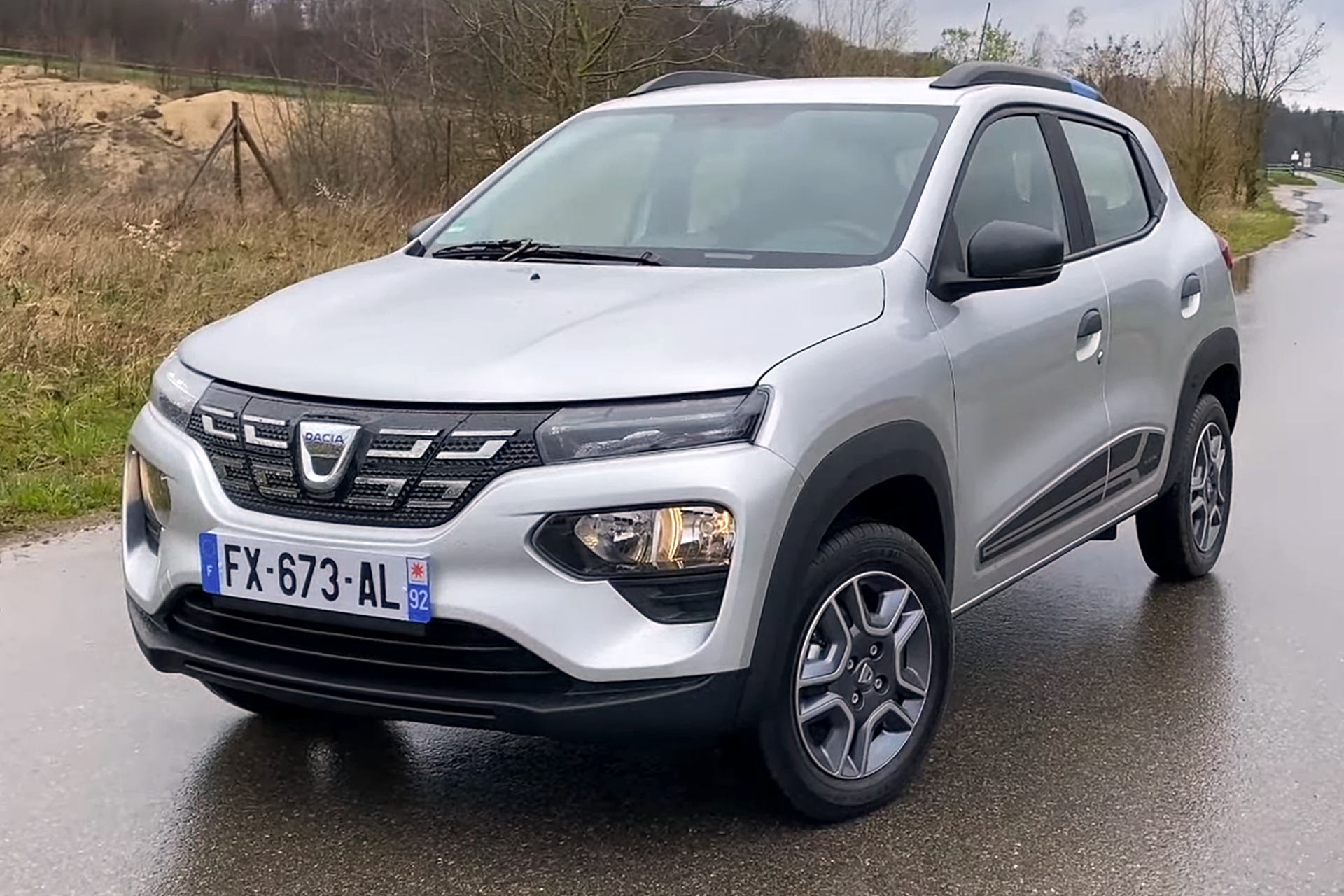
Un modello marchiato Dacia Spring per il mercato europeo

Dalla primavera del 2021 la vettura viene importata anche sul mercato europeo, con il nome di Dacia Spring.
Nel 2021 la Dacia Spring in versione elettrica europea ha ottenuto appena una stella ai test di sicurezza Euro NCAP.
Al 2023 si tratta dell'autovettura elettrica più economica nel mercato europeo, con un prezzo di partenza di 21.450 € in Italia (16.450 € con gli incentivi statali), con un'autonomia di circa 300 km in un contesto puramente urbano (o 230 km in ciclo WLTP), un motore da 45 CV e un pacco batteria da 26,8 kWh.